# Koyama Shōtarō

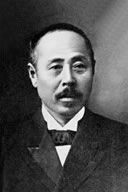
Koyama Shōtarō

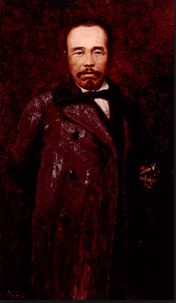
Porträt Kawakami Tōgai

Koyama Shōtarō (japanisch 小山 正太郎; geb. 15. Februar 1857 in Nagaoka; gest. 7. Januar 1916) war ein früher Maler im westlichen, im Yōga-Stil, in Japan.

## Leben und Werk
Koyama schrieb sich 1872 in Tokio in der privaten, von Kawakami Tōgai geleiteten Kunstschule Chōkōdoku-kan (聴香読画館) ein, wechselte dann an die Kunstschule des Industrie- und Handelsministeriums (工部美術学校, Kōbu bijutsu gakkō), wo er unter den Einfluss des Leiters der Malerei-Klasse Antonio Fontanesi kam. Als Fontanesi 1878 nach Italien zurückkehrte, verließ auch Koyama die Schule. Er und seine Freunde gründeten in dem Jahr die „Vereinigung des Elften“ (十一次会, Jūichiji-kai), so genannt, weil die Gründung im 11. Jahr der Meiji-Zeit erfolgte. – 1889 gründete er mit Asai Chū, Matsuoka Hisashi und anderen die „Meiji-Kunstvereinigung“ (明治美術会, Meiji bijutsu-kai).
In der Zwischenzeit hatte Koyama seine eigene Schule am Dango-Hangweg (団子坂, -saka) im Bezirk Hongō eröffnet, die er Fudō-sha (不同社) nannte. Dort widmete er sich mit aller Kraft der Ausbildung von vielversprechenden Schülern, wie Nakamura Fusetsu, Yoshida Hiroshi, Kosugi Hōan, Ishikawa Toraji, Mitsutani Kunishirō, Aoki Shigeru, Sakamoto Hanjirō, Kanokogi Takeshirō und Nakagawa Hachirō. Er unterrichtete auch an der Tokyo Oberschule und wirkte so in aller Breite als Erzieher. Während des Japanisch-Chinesischen Krieges 1894 bis 1895 war er als Kriegsmaler tätig.
Koyama hinterließ ein eher kleines Werk, gemalt in akademischer Manier und meist in dunklen Brauntönen. Erwähnenswert sind das „Porträt Kawakami Tōgai“ (川上冬崖像, -zō), „Hütejunge“ (牧童, Bokudō; 1879/1880) und „Kirschbäume in Sendai“ (仙台の桜, Sendai no sakura; 1881).

## Bilder

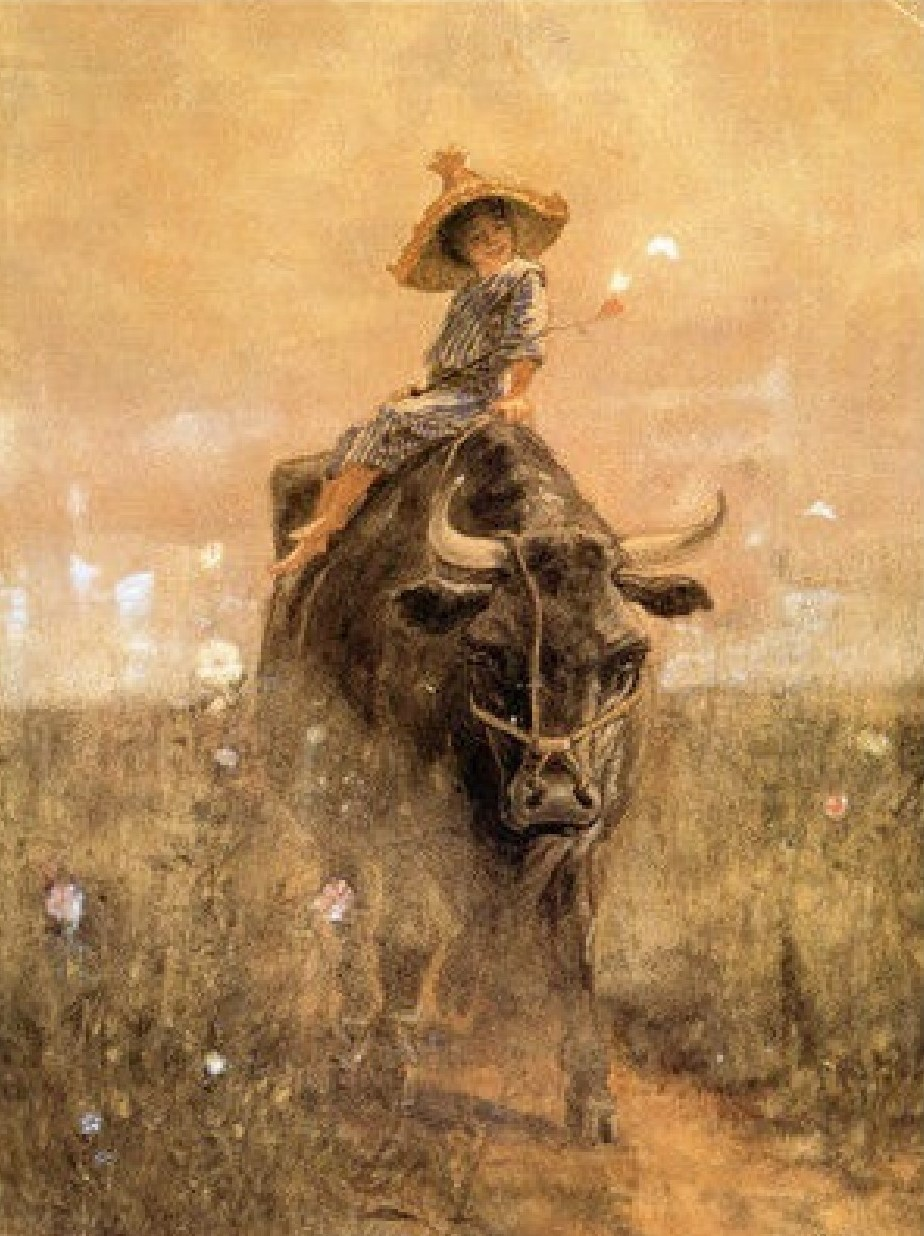
Hütejunge
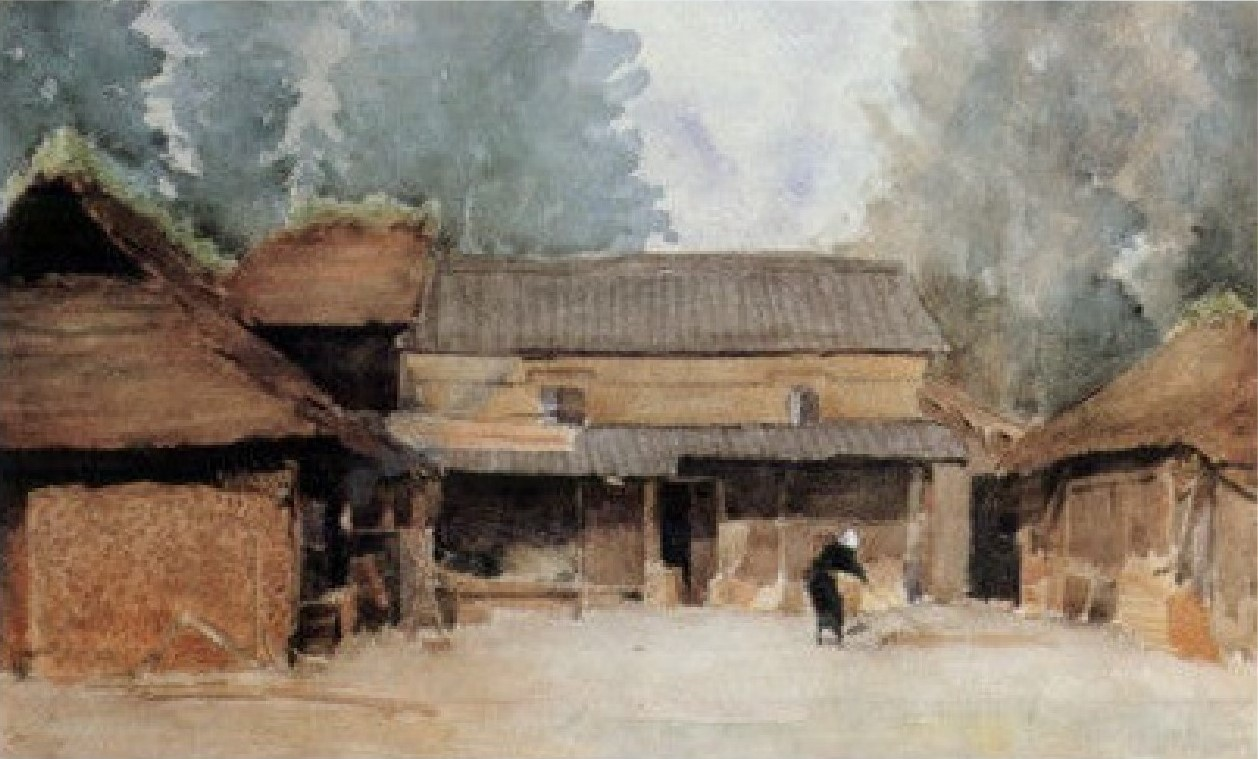
Gehöft (Aquarell)
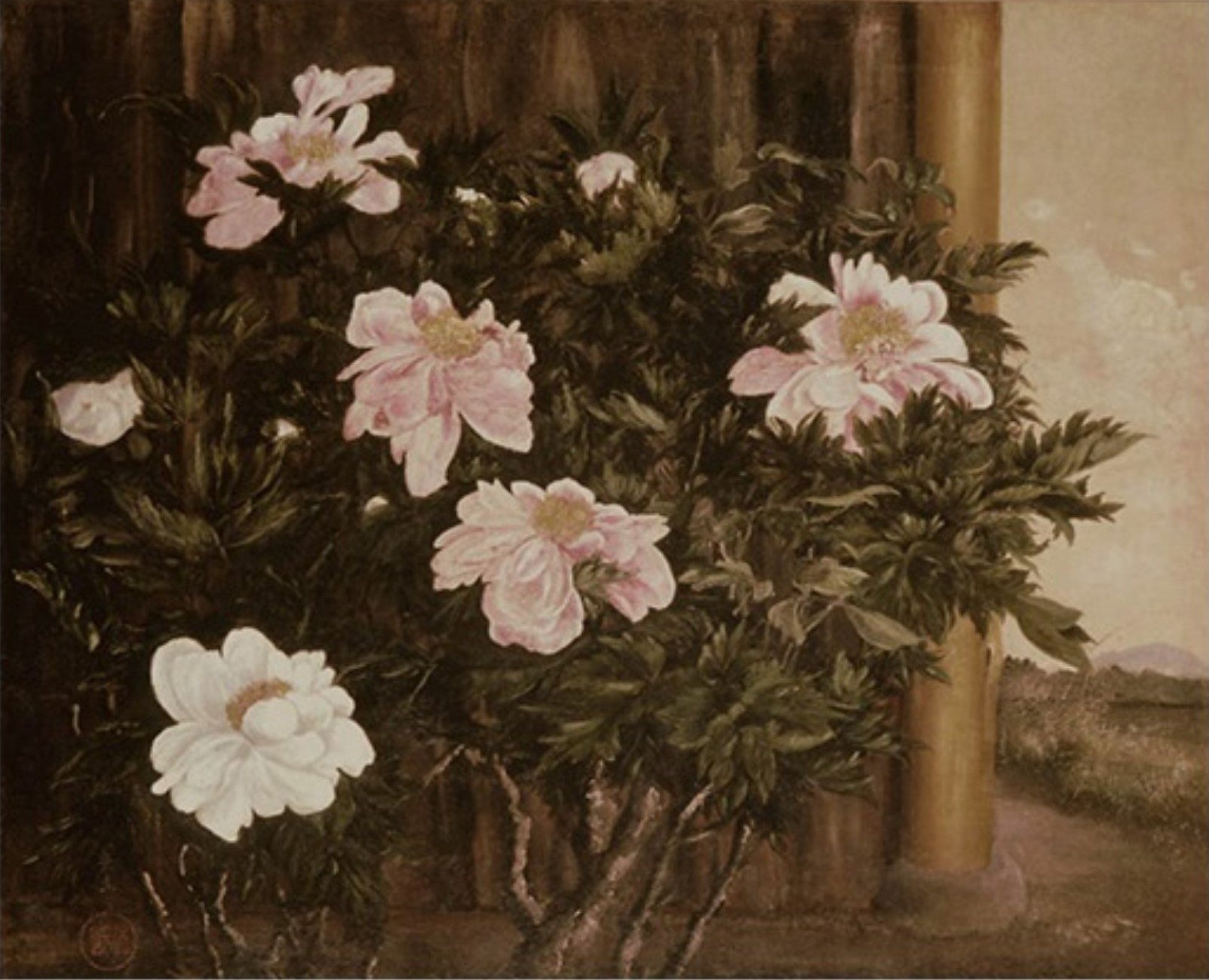
Pfingstrosen
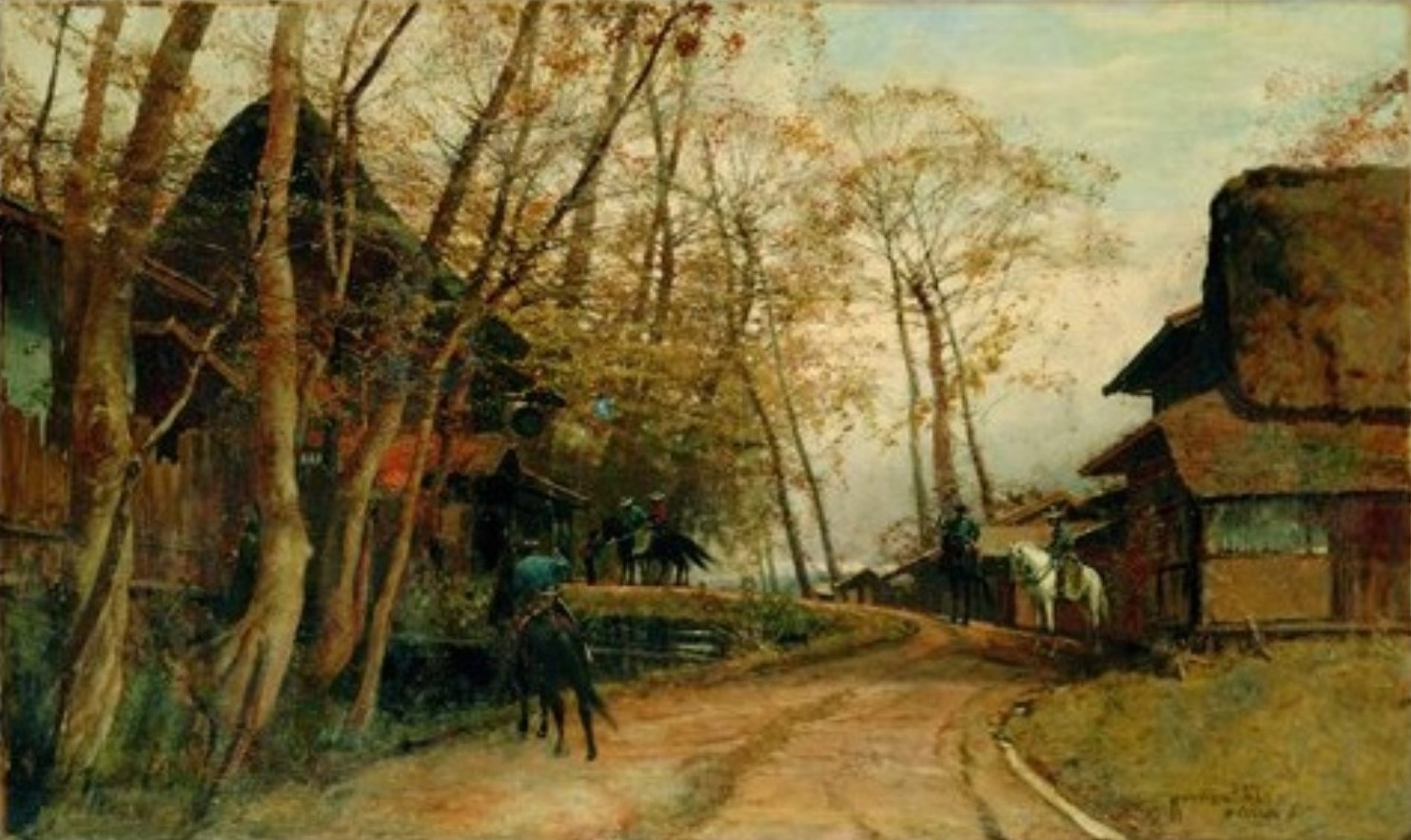
Dorfstraße
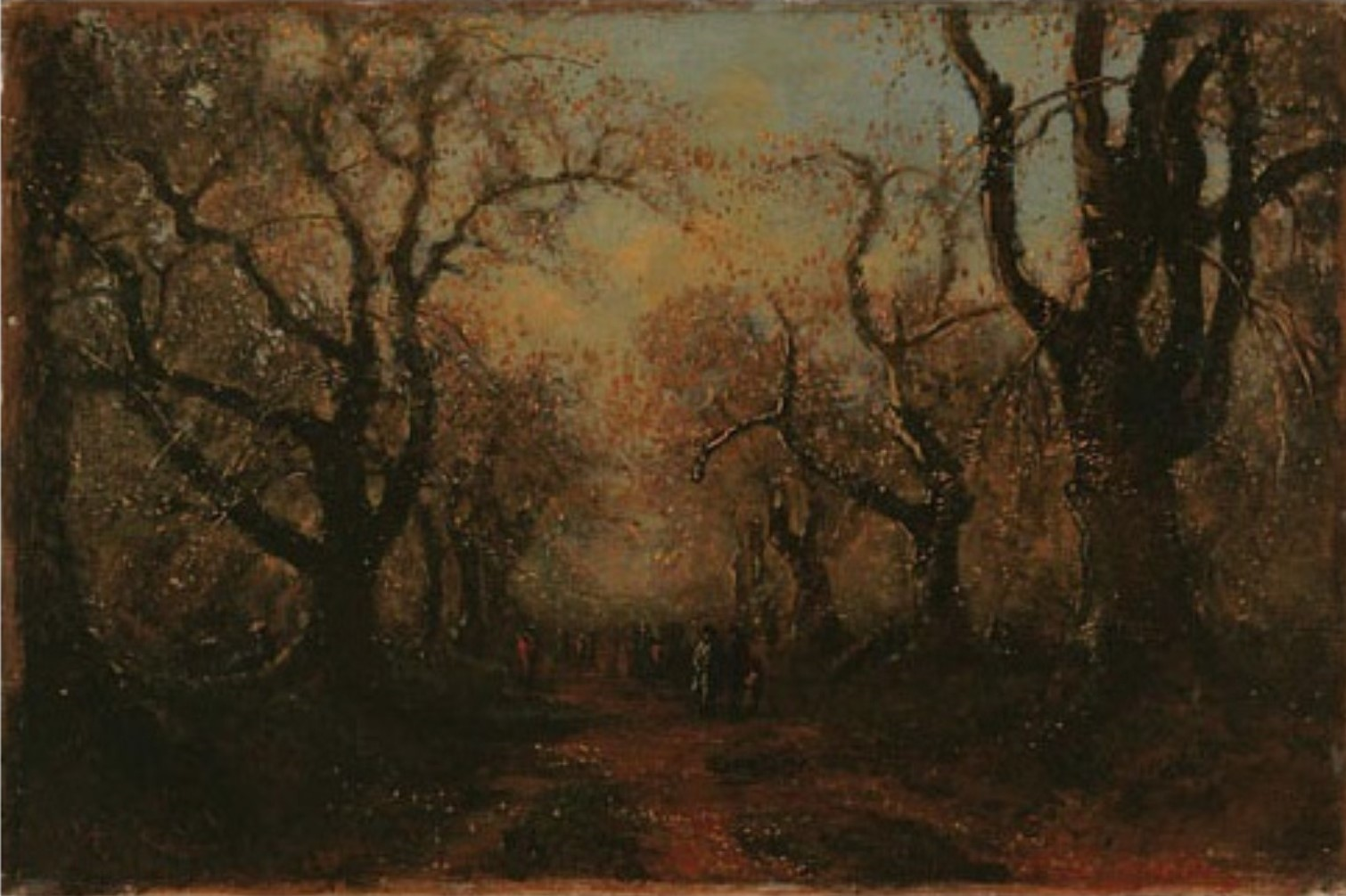
Kirschbäume in Sendai